# 黑米肯
黑米肯是瑞士的城鎮，位於該國北部，由巴塞爾鄉村州負責管轄，面積3.39平方公里，海拔高度497米，2012年人口273，七成人口信奉羅馬天主教，人口密度每平方公里81人。